# Tour du Rwanda 2025
Die Tour du Rwanda 2025 ist die 17. Ausgabe des Radrennens Tour du Rwanda. Sie fand vom 23. Februar bis 2. März 2025 in Ruanda statt. Das Radrennen sollte in acht Etappen über eine Gesamtlänge von 817 Kilometern und 14.000 Höhenmeter gehen, jedoch wurde die letzte Etappe aufgrund schlechten Wetters abgebrochen. Zwei der acht Etappen waren identisch mit geplanten Etappen der Straßenradsport-Weltmeisterschaften 2025, die im September in Ruanda und damit erstmals in Afrika stattfinden soll.

## Teilnehmende Teams
Es nahmen insgesamt 14 Teams teil:
| Pro Teams Israel-Premier Tech (IPT) TotalEnergies (TEN) | Continental Teams Lotto Development Team (LOD) Bike Aid (BAI) Development Team Picnic PostNL (DPP) UAE Team Emirates Gen Z (UAZ) | Java-Inovotec Pro Team May Stars Team Amani Regionale Teams Centre Mondial du Cyclisme | Nationalmannschaften Äthiopien Eritrea Ruanda Südafrika |

Das belgische Team Soudal Quick-Step sagte eine Teilnahme aufgrund von Sicherheitsbedenken hinsichtlich der Nähe zum Krisengebiet der Kivu-Region in der Demokratischen Republik Kongo ab.

## Etappen
| Etappe | Datum       | Strecke             | Distanz | Etappensieger             | Gesamtwertung | Punktewertung    | Bergwertung       | Nachwuchswertung | Bester Ruander       | Mannschaftswertung     |
| ------ | ----------- | ------------------- | ------- | ------------------------- | ------------- | ---------------- | ----------------- | ---------------- | -------------------- | ---------------------- |
| Prolog | 23. Februar | Stade Amahoro – KCC | 4 km    | Aldo Taillieu             | Aldo Taillieu | Joris Delbove    | Milan Menten      | Aldo Taillieu    | Vainqueur Masengesho | Lotto Development Team |
| 1      | 24. Februar | Rukomo – Kayonza    | 158 km  | Henok Mulubrhan           | Fabien Doubey | Didier Munyaneza | Didier Munyaneza  | Pavel Šumpík     | Vainqueur Masengesho | Lotto Development Team |
| 2      | 25. Februar | Kigali – Musanze    | 113 km  | Brady Gilmore             | Fabien Doubey | Didier Munyaneza | Vinzent Dorn      | Adrià Pericas    | Vainqueur Masengesho | TotalEnergies          |
| 3      | 26. Februar | Musanze – Rubavu    | 121 km  | Brady Gilmore             | Fabien Doubey | Didier Munyaneza | Vinzent Dorn      | Adrià Pericas    | Vainqueur Masengesho | Bike Aid               |
| 4      | 27. Februar | Rubavu – Karongi    | 97 km   | Joris Delbove             | Joris Delbove | Didier Munyaneza | Shemu Nsengiyumva | Adrià Pericas    | Vainqueur Masengesho | Eritrea                |
| 5      | 28. Februar | Rusizi – Huye       | 143 km  | Duarte Marivoet Scholiers | Joris Delbove | Didier Munyaneza | Shemu Nsengiyumva | Adrià Pericas    | Vainqueur Masengesho | Bike Aid               |
| 6      | 1. März     | Nyanza – Kigali     | 114 km  | Nahom Araya               | Fabien Doubey | Didier Munyaneza | Shemu Nsengiyumva | Milan Donie      | Vainqueur Masengesho | Bike Aid               |
| 7      | 2. März     | KCC – KCC           | 73 km   | abgebrochen               | abgebrochen   | abgebrochen      | abgebrochen       | abgebrochen      | abgebrochen          | abgebrochen            |

## Ergebnisse

### Prolog
| Platz | Fahrer          | Team                           | Zeit       |
| ----- | --------------- | ------------------------------ | ---------- |
| 1     | Aldo Taillieu   | Lotto Development Team         | 3 min 48 s |
| 2     | Fabien Doubey   | TotalEnergies                  | +2 s       |
| 3     | Milan Menten    | Lotto Development Team         | +2 s       |
| 4     | Joris Delbove   | TotalEnergies                  | +3 s       |
| 5     | Oliver Mattheis | Bike Aid                       | +5 s       |
| 6     | Pavel Šumpík    | Development Team Picnic PostNL | +6 s       |
| 7     | Mauro Cuylits   | Lotto Development Team         | +7 s       |
| 8     | Baptiste Vadic  | TotalEnergies                  | +7 s       |
| 9     | Adrià Pericas   | UAE Team Emirates Gen Z        | +8 s       |
| 10    | Brady Gilmore   | Israel-Premier Tech            | +8 s       |

### 1. Etappe
| Platz | Fahrer          | Team                           | Zeit            |
| ----- | --------------- | ------------------------------ | --------------- |
| 1     | Henok Mulubrhan | Eritrea                        | 3 h 57 min 52 s |
| 2     | Rotem Tene      | Israel-Premier Tech            | +0 s            |
| 3     | Lorrenzo Manzin | TotalEnergies                  | +0 s            |
| 4     | Milan Menten    | Lotto Development Team         | +0 s            |
| 5     | Brady Gilmore   | Israel-Premier Tech            | +0 s            |
| 6     | Oliver Mattheis | Bike Aid                       | +0 s            |
| 7     | Oliver Peace    | Development Team Picnic PostNL | +0 s            |
| 8     | Joris Delbove   | TotalEnergies                  | +0 s            |
| 9     | Amanuel Tesfay  | Centre Mondial du Cyclisme     | +0 s            |
| 10    | Yoel Habteab    | Bike Aid                       | +0 s            |

### 2. Etappe
| Platz | Fahrer               | Team                           | Zeit           |
| ----- | -------------------- | ------------------------------ | -------------- |
| 1     | Brady Gilmore        | Israel-Premier Tech            | 3 h 00min 39 s |
| 2     | Itamar Einhorn       | Israel-Premier Tech            | +0 s           |
| 3     | Lorrenzo Manzin      | TotalEnergies                  | +0 s           |
| 4     | Moritz Kretschy      | Israel-Premier Tech            | +0 s           |
| 5     | Oliver Peace         | Development Team Picnic PostNL | +0 s           |
| 6     | Henok Mulubrhan      | Eritrea                        | +0 s           |
| 7     | Dawit Yemane         | Bike Aid                       | +0 s           |
| 8     | Kieran Gordge        | Südafrika                      | +0 s           |
| 9     | Rotem Tene           | Israel-Premier Tech            | +0 s           |
| 10    | Vainqueur Masengesho | Ruanda                         | +0 s           |

### 3. Etappe
| Platz | Fahrer          | Team                   | Zeit            |
| ----- | --------------- | ---------------------- | --------------- |
| 1     | Brady Gilmore   | Israel-Premier Tech    | 3 h 55 min 14 s |
| 2     | Yoel Habteab    | Eritrea                | +0 s            |
| 3     | Henok Mulubrhan | Eritrea                | +0 s            |
| 4     | Fabien Doubey   | TotalEnergies          | +0 s            |
| 5     | Kamiel Eeman    | Lotto Development Team | +0 s            |
| 6     | Joris Delbove   | TotalEnergies          | +0 s            |
| 7     | Oliver Mattheis | Bike Aid               | +0 s            |
| 8     | Moritz Kretschy | Israel-Premier Tech    | +3 s            |
| 9     | Eric Manizabayo | Java-Inovotec Pro Team | +3 s            |
| 10    | Milan Donie     | Lotto Development Team | +6 s            |

### 4. Etappe
| Platz | Fahrer               | Team                    | Zeit            |
| ----- | -------------------- | ----------------------- | --------------- |
| 1     | Joris Delbove        | TotalEnergies           | 2 h 27 min 20 s |
| 2     | Brady Gilmore        | Israel-Premier Tech     | +3 s            |
| 3     | Henok Mulubrhan      | Eritrea                 | +3 s            |
| 4     | Lorrenzo Manzin      | TotalEnergies           | +3 s            |
| 5     | Fabien Doubey        | TotalEnergies           | +3 s            |
| 6     | Enea Sambinello      | UAE Team Emirates Gen Z | +3 s            |
| 7     | Eric Manizabayo      | Java-Inovotec Pro Team  | +3 s            |
| 8     | Vainqueur Masengesho | Ruanda                  | +3 s            |
| 9     | Moïse Mugisha        | Ruanda                  | +3 s            |
| 10    | Adrià Pericas        | UAE Team Emirates Gen Z | +3 s            |

### 5. Etappe
| Platz | Fahrer                    | Team                           | Zeit            |
| ----- | ------------------------- | ------------------------------ | --------------- |
| 1     | Duarte Marivoet Scholiers | UAE Team Emirates Gen Z        | 4 h 05 min 01 s |
| 2     | Awet Aman                 | Centre Mondial du Cyclisme     | +25 s           |
| 3     | Fabien Doubey             | TotalEnergies                  | +25 s           |
| 4     | Brady Gilmore             | Israel-Premier Tech            | +25 s           |
| 5     | Henok Mulubrhan           | Eritrea                        | +25 s           |
| 6     | Oliver Peace              | Development Team Picnic PostNL | +25 s           |
| 7     | Milan Donie               | Lotto Development Team         | +25 s           |
| 8     | Yoel Habteab              | Eritrea                        | +25 s           |
| 9     | Vainqueur Masengesho      | Ruanda                         | +25 s           |
| 10    | Oliver Mattheis           | Bike Aid                       | +25 s           |

### 6. Etappe
| Platz | Fahrer               | Team                           | Zeit            |
| ----- | -------------------- | ------------------------------ | --------------- |
| 1     | Nahom Araya          | Eritrea                        | 3 h 09 min 23 s |
| 2     | Milan Donie          | Lotto Development Team         | +10 s           |
| 3     | Henok Mulubrhan      | Eritrea                        | +10 s           |
| 4     | Fabien Doubey        | TotalEnergies                  | +14 s           |
| 5     | Moïse Mugisha        | Ruanda                         | +22 s           |
| 6     | Oliver Mattheis      | Bike Aid                       | +22 s           |
| 7     | Oliver Peace         | Development Team Picnic PostNL | +27 s           |
| 8     | Adrià Pericas        | UAE Team Emirates Gen Z        | +27 s           |
| 9     | Awet Aman            | Centre Mondial du Cyclisme     | +28 s           |
| 10    | Vainqueur Masengesho | Ruanda                         | +38 s           |

### 7. Etappe
Die letzte Etappe wurde aufgrund von Starkregen nach der ersten Runde abgebrochen. Fabien Doubey wurde damit der Gesamtsieger der 17. Ausgabe der Tour du Rwanda.

### Gesamtwertung
| Platz | Fahrer                  | Team                           |
| ----- | ----------------------- | ------------------------------ |
| 1     | Fabien Doubey           | TotalEnergies                  |
| 2     | Henok Mulubrhan         | Eritrea                        |
| 3     | Oliver Mattheis         | Bike Aid                       |
| 4     | Milan Donie             | Lotto Development Team         |
| 5     | Adrià Pericas           | UAE Team Emirates Gen Z        |
| 6     | Joris Delbove           | TotalEnergies                  |
| 7     | Vainqueur Masengesho    | Ruanda                         |
| 8     | Guillermo Juan Martinez | Development Team Picnic PostNL |
| 9     | Awet Aman               | Centre Mondial du Cyclisme     |
| 10    | Brady Gilmore           | Israel-Premier Tech            |